# サミュエル・トラウトマン
サミュエル・"サム"・トラウトマン(Samuel "Sam" Trautman)は、アメリカ合衆国のアクション映画『ランボー』シリーズに登場する軍人。アメリカ陸軍の大佐で、主人公ジョン・ランボーのかつての上官である。

## キャスト
映画ではリチャード・クレンナが演じた。当初はカーク・ダグラスが演じる予定で一部撮影も行われたが、原作の結末を気に入っていたダグラスは脚本の変更についてプロデューサーのマリオ・カサールやアンドリュー・G・ヴァイナと対立して降板してしまった。その為、軍服を着てトラウトマンに扮したダグラスの宣伝写真やそれを用いたポスターが残っている。
クレンナが2003年1月17日にすい臓がんで逝去の為、2008年に公開された第4作『ランボー/最後の戦場』では過去の出演シーンを編集した回想のみに登場する。

## 人物・経歴
サミュエル・トラウトマン大佐はフォート・ブラッグ駐屯地に勤務する将校である。ベトナム戦争中にはアメリカ陸軍特殊部隊群(グリーンベレー)の部隊指揮官として活動していた。1作目では第5特殊部隊グループの、2作目以降はデルタフォースのベレーフラッシュをベレーに縫いつけている。1作目で「最近はペンタゴンでの仕事が多い」と語っていたようにベトナム戦争後は一線を退いていたが、3作目ではムジャヒディンの訓練という任務を帯びて単独でパキスタン＝アフガン国境付近への潜入を図っている。
その風貌は「長身痩躯で、鱒(Trout)というよりはイタチに似た顔の男」などと表現される。年齢は2作目当時で50歳とされ、人生のほぼ半分を軍隊生活に費やしたという。軍人としての能力は非常に高く、3作目終盤ではランボーと共にソ連軍と戦った。ランボーにとってはかつての上官であるだけではなく、3年間共に戦った戦友の最後の生き残りでもある。その為、ランボーはトラウトマンを父親に近い自らの理解者と認識している。そしてトラウトマンも共に戦った部下を息子のように思っており、中でもランボーについては「自分の最高の作品」と誇らしげに語っている。常にアメリカ政府の意志を受けた説得者として登場するが、彼自身の心情は政府高官よりも前線の兵士に近く、ランボーの言葉に理解を示し他の政府側代表者と対立することも多い。

### 勲章
『ランボー』登場時の制服に取り付けられた略綬から、少なくとも次のような勲章・記章が確認出来る。
- 銀星章(Silver Star)
- 銅星章(Bronze Star)
- 防衛功労賞(Defense Superior Service)

- ベトナム共和国国家勲章(National Order of Vietnam) - オフィシエ級(Officer)
- ベトナム共和国戦功勲章(Military Merit Medal)
- 名誉戦傷章(Purple Heart)

- 功績賞(Meritorious Service Medal)
- アメリカ防衛従軍記章
- 国連従軍記章(United Nations medal)

- 陸軍殊勲章(Distinguished Service Medal) - 2回
- 陸軍善行章(Army Good Conduct Medal)
- 国土防衛従軍章
- 朝鮮戦争従軍記章(Korean Service Medal)

- ベトナム戦争従軍記章(Vietnam Service Medal) - 2回
- レジオン・オブ・メリット(Legion of Merit)
- ベトナム共和国椰子葉付武勇十字章(Gallantry Cross with Palm)
- ベトナム戦争記念章(Vietnam Campaign Medal)

- 歩兵特級射手記章(Expert Infantryman Badge)
- 落下傘記章(Parachutist Badge)

- 殊勲部隊章(Presidential Unit Citation)
- 韓国殊勲部隊章(Republic of Korea Presidential Unit Citation)
- ベトナム共和国殊勲部隊章(Vietnam Presidential Unit Citation)
- ベトナム共和国椰子葉付武勇十字章部隊章(Gallantry Cross Unit Award with Palm)

## 劇中での描写

### 映画第1作「ランボー」
第1作では、オレゴン州の田舎町ホープで保安官らを傷つけ（ランボーは映画版では「一度も」人を殺していない）山に逃げ込んだランボーを説得するべく、かつての上官として国防総省の命を受け現地指揮所へと派遣された。ランボーを自分の最高傑作であると語り、警官や州兵に余計な被害を出したくないなら下手に手出しをするべきではないという忠告を与えているが、トラウトマンの態度に反感を覚えた保安官のティーズルはこれに従おうとしなかった。またベトナム戦争時代のコールサインを用いてランボーの説得を試みたものの、失敗に終っている。その後、ティーズルが強行した州兵によるローラー作戦を潜り抜けたランボーはホープ市街に侵入して街を混乱に陥れる。自分の失敗を認めトラウトマンと和解したティーズルは保安官事務所でランボーを待ち構えるも、返り討ちにあってしまう。ランボーがティーズルにとどめを刺そうとした時、トラウトマンが現われてこれを制止する。戦争は終ったと諭すトラウトマンに、ランボーは戦後7年間も続くベトナム戦争のトラウマと復員兵の苦悩を吐き出して泣き崩れてしまう。こうしてランボーは投降し、事件は収束した。

### 映画第2作「ランボー/怒りの脱出」
第2作では、刑務作業中のランボーを訪問する為に登場する。トラウトマンはランボーに対し、ある極秘作戦に参加すれば特赦を与えると提案した。この極秘作戦とはすなわち、ベトナム戦争終結から10年が過ぎた今も尚、ベトナムに取り残されている捕虜(POW)の捜索及び救助であった。これを受けたランボーはベトナムに潜入、捕虜収容所を発見して1名の捕虜を救出する。トラウトマンはすぐにヘリを送って回収するように促すが、作戦の責任者であるCIAエージェントのマードックは中々ヘリを飛ばそうとしない。ようやくヘリを飛ばさせたトラウトマンはランボーたちを発見し、すぐに救出しようとする。しかし、マードックの命令によって救出は中止されてしまった。マードックから、この作戦ではあくまで議会を黙らせる為に「捕虜がいない」事を確認したかったのであり、実際に捕虜が救出されてしまうと不都合だったと明かされてトラウトマンは激怒するが、すぐにマードックの部下に軟禁されてしまう。

### 映画第3作「ランボー3/怒りのアフガン」
第3作では、ソ連による侵攻に晒されているアフガニスタンに潜入しムジャヒディンを支援するという任務を帯び、共に戦う為にタイ・バンコクの寺院に暮らしているランボーを訪ねる。しかし結局ランボーはこれを断り、単独でアフガンに潜入したトラウトマンはソ連軍に捕まってしまう。ソ連軍の現地司令官であるザイセン大佐からの執拗な拷問にも耐え、やがてランボーやムジャヒディンたちの手で救出される。その後、自らも銃を取ってランボーと共にソ連軍と戦う。

### 映画第4作「ランボー/最後の戦場」
第4作では、ランボーの見た悪夢の中にのみ登場する。この中でトラウトマンがランボーを射殺するシーンがあるが、これは第一作で当初撮影されたものの使用されなかったシーンである。

### 小説
トラウトマンの描かれ方は、原作と映画ではやや異なっている。原作小説『一人だけの軍隊』に登場するサム・トラウトマンの肩書きは、「グリーンベレー教育スクールの校長」である。ランボーとは面識すら無く、直接訓練を施した訳でもない。ランボーは降伏勧告を聞いてトラウトマンの名を思い出すものの、訓練スクールでもスピーカーから流れる声を聞かされるばかりで顔を見たことは無かったという。最後は、トラウトマン自身がランボーを射殺する。

### アニメ
アニメ版の『Rambo and the Forces of Freedom』では、アラン・オッペンハイマーが声優をつとめた。この作品ではランボーの指揮官であるだけではなく、時にトラウトマン自身もランボーと共に任務に参加し、ウォーホーク将軍率いる犯罪組織S.A.V.A.G.E.と戦う。

## 大衆文化への影響
1993年のコメディ映画『ホット・ショット2』では、クレンナ自身がトラウトマンのパロディとして、デントン・ウォルターズ大佐を演じた。ウォルターズ大佐はトラウトマンと同様にグリーンベレーの制服姿で登場し、また映画後半の服装は『ランボー3/怒りのアフガン』でのトラウトマンを模したものである。
『メタルギア』シリーズに登場するロイ・キャンベル大佐には、トラウトマンのキャラクターが色濃く反映されている。『メタルギア2 ソリッドスネーク』で使用されるキャンベル大佐の外見は、クレンナのマグショットをベースに作成されている。
『ザ・キング・オブ・ファイターズ』シリーズのキャラクター、ハイデルンもトラウトマンへのオマージュである。またハイデルンの部下にあたるラルフ・ジョーンズはランボーへのオマージュから生まれたキャラクターであった。
『コマンドー』に登場するフランクリン・カービー将軍もトラウトマンに由来するキャラクターである。カービー将軍の削除されたシーンには、トラウトマンを彷彿とさせる台詞がいくつか存在する。なお、実際の役はジェームス・オルソンが演じているがクレンナが演じることも視野に入っていた。
『World of Warcraft』に登場するColonel Trotemanというキャラクターも、トラウトマン大佐へのオマージュである。